# Hawker Osprey
El Hawker Osprey era un biplano monomotor diseñado y construido a principios de la década de 1930 por la compañía Hawker Aircraft. Versión navalizada del bombardero ligero Hawker Hart en servicio con la Royal Air Force fue diseñado como un biplaza embarcado de exploración y reconocimiento prestando servicio en los portaviones, buques mayores y estaciones navales de la Flota británica.

## Diseño y desarrollo
El Hawker Osprey era una versión navalizada del Hawker Hart según la Especificación O.22/26 del Ministerio del Aire. El prototipo Hawker Hart (J9052) se utilizó en 1927 para el desarrollo del Hawker Osprey a base de equiparlo con alas plegables, tren de aterrizaje con ruedas o flotadores intercambiables y fuselaje reforzado para lanzamiento desde catapulta.
Producción
Las posteriores modificaciones al prototipo, conocido como Naval Hawker Hart producido según la Especificación O.22/26, dieron como resultado la redacción de la nueva Especificación O.19/30, según la cual se adquirió el avión de producción.
Se encargaron dos prototipos de preproducción, que volaron durante 1931 y que se probaron tanto configurados como avión terrestre y como hidroavión 
Siguió un contrato inicial de producción para veinte Hawker Osprey Mk.I, utilizando el motor Rolls-Royce Kestrel IIMS. El siguiente lote de 17 Mk.I fue equipado con una aleta ventral y un timón más grandes
En 1934 se solicitaron 14 aviones construidos como Hawker Osprey Mk.II con flotadores Tipo II, aunque posteriormente se modificaron al estándar Hawker Osprey III. Un avión Hawker Hart (K3594) también se convirtió a la configuración Osprey.
Se encargaron tres aviones de prueba (construcción en acero inoxidable como Hawker Osprey Mk.III) para pruebas (S1699 a S1701). El primero se probó con flotadores gemelos, mientras que los dos últimos estaban equipados con un único flotador central y flotadores estabilizadores en la punta del ala. A estos les siguieron los diferentes lotes de producción del Hawker Osprey Mk.III según, la Especificación 10/33 con una hélice metálica Fairey Reed, un bote auxiliar (entibado en el ala superior de estribor) y otras modificaciones. Se adjudicaron contratos para tres (aviones de prueba adicionales), y lotes de 39, 7 y 14 aviones, para un total de 66 Hawker Osprey Mk.III producidos.
Diseño
El Osprey tenía una similitud general con el caza Hawker Demon y su versión  naval Hawker Nimrod; era un biplano monoplaza con cabina abierta y tren de aterrizaje fijo. Sus alas sin barrer, de cuerda constante y puntas redondeadas tenían envergadura desiguales y un ligero aflechamiento, esto último en parte para mejorar la visión del piloto. Era un biplano de una sola bahía reforzado con puntales entre planos en forma de N inclinados hacia afuera con el plano superior sostenido un poco por encima del fuselaje superior mediante puntales de cabane. Las alas cubiertas de tela tenían largueros de metal y nervaduras de abeto y llevaban alerones equilibrados sólo en el plano superior.

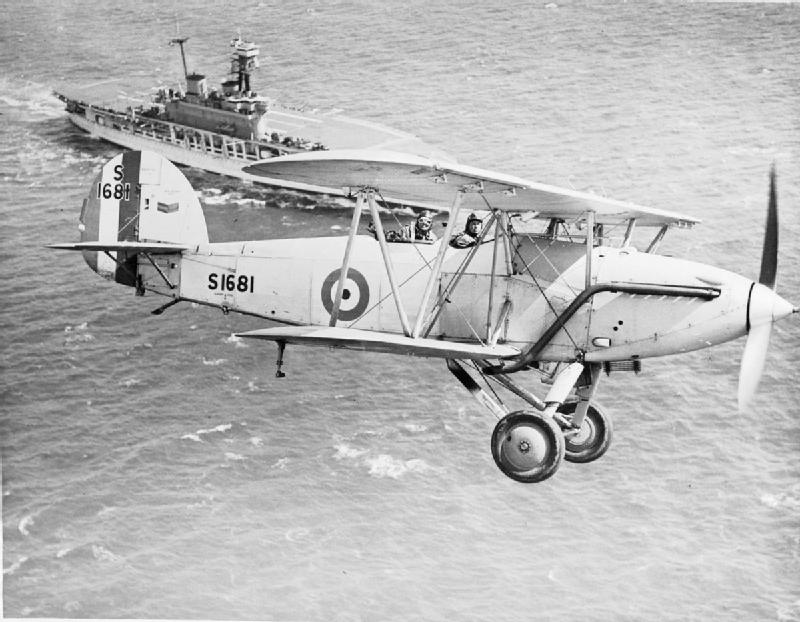
Osprey Mark I, S1681 sobrevolando el HMS Eagle

El fuselaje del Osprey era una estructura tipo Warren de acero tubular y aluminio, rodeada por largueros que definían su sección transversal ovalada. El capó del motor Rolls-Royce Kestrel II, de 525/535 hp (391/399 kW), estaba recubierto con láminas de duraluminio y el resto del fuselaje estaba recubierto con lona. Estaba armado con una única ametralladora cal. 7,7 mm montada en la parte superior del fuselaje entre el piloto y el motor, disparando a través de la hélice utilizando el mecanismo sincronizador C.C. (Constantinescu-Colley) estándar y otra, montada en un montaje flexible Scarff en la cabina trasera. El plano de cola tenía elevadores equilibrados de bocina dividida, con la familiar forma curva de Hawker, con una cuerda ancha y profunda y un timón que se extendía hasta la quilla.
El Osprey tenía un tren de aterrizaje convencional del tipo de eje transversal sobre puntales de arrastre, con patas de compresión casi en ángulo recto con respecto al fuselaje y patín de cola. También podría ser operado como un hidroavión con dos flotadores de un solo rediente con refuerzos transversales montados sobre puntales en forma de N. Con los flotadores instalados, la velocidad máxima se redujo aproximadamente un 25%. El radiador del motor estaba montado en la parte inferior del fuselaje entre los puntales del tren de aterrizaje.

## Historial operativo
España
Al deseo del gobierno de la República Española por sustituir los Martinsyde F.4 Buzzard en servicio con la Aeronautica Naval 
corresponde una demostración que en 1935 realiza en nuestro país el Osprey Mk.IV G-AEBD, matrícula que aquí cambia por la militar EA-KAJ con número de serie 41. A raíz de ella y de su aceptación, la compañía Construcciones Aeronáuticas S.A. - CASA compra el avión, solicita y adquiere la licencia de fabricación en su planta de Getafe para una serie de 10 ejemplares. Entre otros cometidos, parte de estos aparatos provistos de flotadores iban a ser utilizados en los nuevos cruceros pesados Clase Canarias, entonces en construcción y a punto de ser botados. El modelo, es devuelto a la fábrica Hawker para cambiar el instrumental de cabina a valores usados en España y, lo más importante, la sustitución del motor Kestrel V por el que se iba a instalar en la serie, el Hispano-Suiza 12Xbrs de 690 hp. Volado por primera vez en Inglaterra con el nuevo motor el 27 de febrero del 1936, el avión vuelve a España, en el mes de mayo. Al estallar la guerra en julio, el Osprey es armado y utilizado junto a los Vickers Vildebeest y Breguet 19 por la aviación republicana en misiones de reconocimiento y bombardeo. Sobre su actuación y pérdida, existen al menos dos fuentes que divergen considerablemente en la forma. Según J. Velarde "en una de sus misiones, debe realizar un aterrizaje forzoso en Portugal, y que, a diferencia de lo que alguna vez ocurre con aviones nacionalistas en semejante situación - eran devueltos -, es allí internado por los lusos, y tal vez agregado a la pareja anteriormente adquirida por ellos". Sin embargo, Salgado y Sales nos dicen que: "el avión fue derribado en el frente del sur a principios de noviembre de 1936".
Portugal
A principios de los años 1930, la Armada portuguesa renovó su flota y adquirió varios buques de guerra construidos en astilleros británicos, entre ellos las balandras - avisos coloniais de 1.ª clase -  «Afonso de Albuquerque» y «Bartolomeu Dias» a los que se planteó equiparlos con hidroaviones de combate y reconocimiento.
Así, en 1934 se encargaron dos Hawker Osprey Mk.III. El primero se recibió en mayo de 1935, formando parte del equipamiento del «Afonso de Albuquerque» y el segundo en 1936, del «Bartolomeu Dias». 
La segunda guerra sino-japonesa planteó la necesidad de reactivar el Centro de Aviação Naval (CAN) de Macao , que, en mayo de 1938 fue equipado con los dos Osprey mencionados anteriormente y cuatro más adquiridos por el Ministerio de Colonias. 
A principios de 1940, mediante la acción directa del Comandante CAN de Macao, se compraron dos hidroaviones idénticos al Fleet Air Arm, aumentando el número de aviones a ocho unidades.
Reino Unido (Fleet Air Arm)

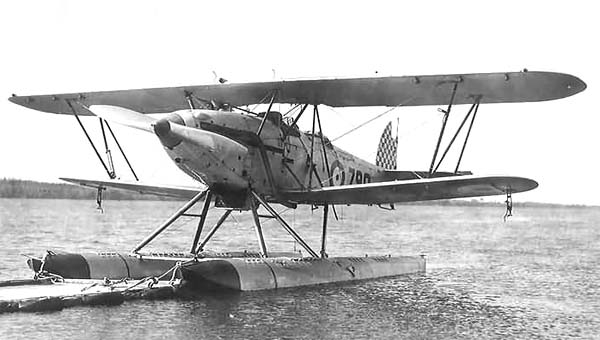
Hawker Osprey del FAA, 1932

Los Osprey se introdujeron por primera vez en los Flights Nos. 404 y 409 en noviembre de 1932, y el Flight No. 407 (hidroavión) reemplazó sus Fairey IIIF por el Osprey para operar con los cruceros de la Home Fleet. Los Osprey también sirvieron en los Flights 403, 406, 407, 443, 444 y 447, que más tarde formaron los Squadrons 800, 801, 802 y 803 a partir de la reforma de la Fleet Air Arm en 1933. Finalmente, los escuadrones se sistematizaron, de modo que los cazas (Hawker Nimrod) sirvieron en el 800 Squadron, los FSR -Fighter, Spotter, Reconnaissance- (Osprey) en el 810 y los TSR -Torpedo, Spotter, Reconnaissance- (Hawker Horsley) en el 820.º. Cada escuadrón de aviones estaba codificado por colores según el portaviones en el que se encontraba: rojo para HMS Courageous , amarillo para el HMS Glorious, verde para el HMS Eagle y negro en el HMS Hermes. A principios de 1936 había tres Osprey a bordo de los Courageous, Furious, y Glorious, y seis en el Eagle, mientras que había otros 34 hidroaviones y otros aviones a bordo de 29 buques de guerra de la Royal Navy (144 aviones en toda la FAA). Los Osprey de última generación (Mk.IV) todavía estaban a bordo del HMS Ark Royal en 1939, cuando fueron reemplazados por caza/bombarderos en picado Blackburn Skua.
Los Osprey también fueron utilizados en algunas estaciones navales y bases de hidroaviones repartidas en las posesiones del Imperio británico, como la estación naval en Kalafrana, Malta, donde estaba destacado el 701 Naval Air Squadron (701 NAS) que habitualmente embarcaba alguno de su hidroaviones Osprey en buques capitales como entre otros, los acorazados de la Clase Queen Elizabeth , cruceros pesados Clase County y cruceros ligeros como los Clase Emerald destacados en el Mediterráneo. Esta unidad sirvió en 1937 en tareas antisubmarinas y de protección a los buques británicos durante la Guerra civil española contra los ataques de los llamados "submarinos piratas" o "fantasmas" italianos que actuaban atacando los buques que transportaban suministros de material de guerra con destino a la República española.
Suecia

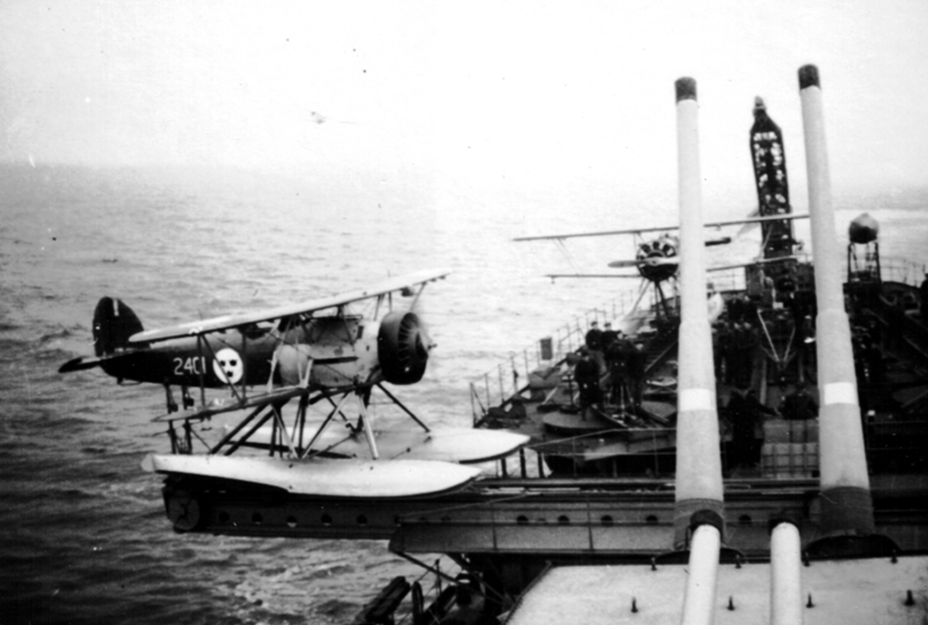
S 9 (Osprey Mk.III) despegando desde la cubierta del crucero portahidros HSwMS Gotland

El 14 de septiembre de 1933 se botó el buque para la armada sueca HSwMS Gotland; este era un crucero "híbrido" porta hidroaviones. El buque fue completado y puesto en servicio en diciembre de 1934. Para este "inusual" concepto naval se adquirieron seis ejemplares con flotadores que fueron dotados de motores radiales fabricados bajo licencia  NOHAB/Bristol Mercury y designados S 9. El crucero estaba equipado con una catapulta Heinkel para lanzar los hidroaviones a una velocidad de aprox. 100 km/h. Estos ejemplares, fueron dados de baja definitivamente en 1944.

## Versiones
La primera versión de serie Osprey Mk.I comenzó a entrar en servicio en noviembre de 1932. La variante Osprey Mk.II se diferenciaba de la anterior al estar equipada con flotadores rediseñados, mientras que el Osprey Mk.III estaba equipado con un bote hinchable en el plano superior de estribor. Las tres versiones estaban propulsadas por el motor Rolls-Royce Kestrel II de 399 kW (550 hp), pero en la variante Osprey Mk.IV se instaló un Kestrel V de 695 kW (618 hp).
Osprey Mk.I
Hidroavión biplaza de reconocimiento y observación de flotas, propulsado por un motor Rolls-Royce Kestrel IIMS de 550 hp (399 kW); 37 construidos.
Osprey Mk.II
Biplaza de reconocimiento y observación de flotas; motor Rolls-Royce Kestrel IIMS y equipado con flotadores rediseñados; 14 construidos.
Osprey Mk.III
Biplaza de reconocimiento y observación de flotas; motor Rolls-Royce Kestrel IIMS y equipado con un bote hinchable en el plano superior de estribor. 69 construidos
Osprey Mk.IV
Biplaza de reconocimiento y observación de flotas; motor Rolls-Royce Kestrel V de 695 kW (618 hp).  Veintiséis construidos en 1935.
Portuguese Osprey
Dos aviones similares al Osprey Mk.III construidos para Portugal y propulsados por el motor Kestrel IIMS. Entregados en 1935 y 1936. Seis aviones más entre 1938-40.
Spanish Osprey
Aeronave equipada con motor Hispano-Suiza 12Xbrs; uno construido para las Fuerzas Aéreas de la República Española
Swedish Osprey
Versión para la armada sueca equipada con el motor radial  NOHAB/Bristol Mercury de fabricación sueca de 600 hp (450 kW) con y tren de aterrizaje intercambiable de ruedas o flotadores. Seis construidos. Designados S 9.

## Características técnicas (Osprey versión terrestre)
Referencia datos: 

### Características generales
- Tripulación: 2
- Longitud: 8,94 m
- Envergadura: 11,28 m
- Altura: 3,17 m
- Superficie alar: 31,50 m²
- Peso vacío: 1500 kg
- Peso máximo al despegue: 2250 kg
- Planta motriz: motor lineal V12 refrigerado por agua Rolls-Royce Kestrel IIMS[4].
  - Potencia: 399 kW (550 HP; 543 CV) cada uno.

### Rendimiento
- Velocidad nunca excedida (Vne): 270 km/h a 1500 m
- Techo de vuelo: 7160 m
- Carga alar: 71,42 kg/m²

### Armamento
- Ametralladoras: 2× Vickers sincronizada cal. 7,70 mm de tiro frontal
Lewis cal. 7,70 mm sobre anillo Scarff en cabina trasera
- Bombas: 4 de 50 kg en soportes subalares

## Operadores
- Portugal
- Aviação Naval Portuguesa

- Reino Unido
- Fleet Air Arm

- República Española
- Fuerzas Aéreas de la República Española

- Suecia
- Svenska marinen